# AND1

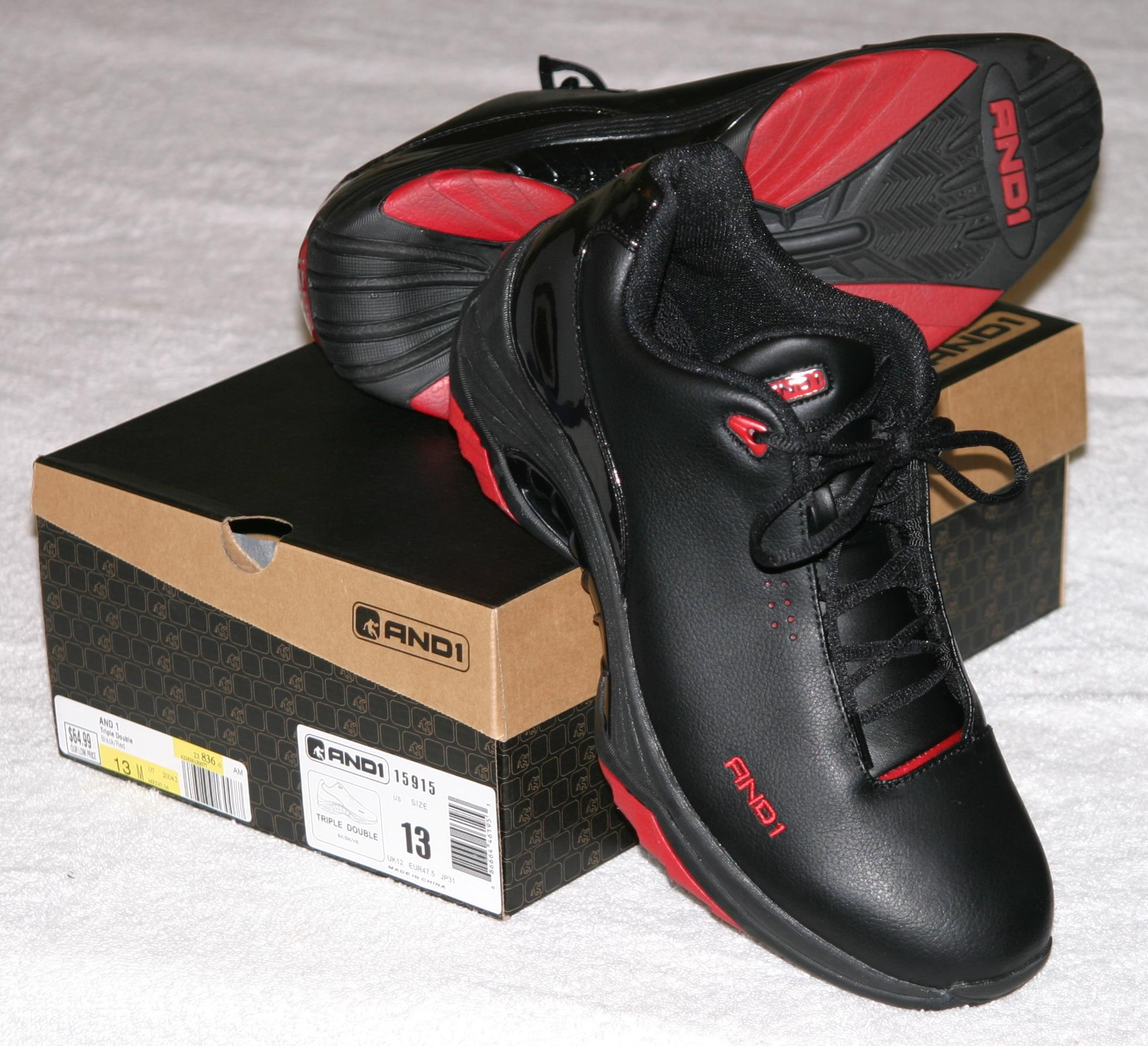
Buty do koszykówki firmy And 1

AND1 - marka producenta specjalizującego się w wyrobie obuwia dla zawodników uprawiających koszykówkę i innych akcesoriów przeznaczonych dla tej dyscypliny. 

## Historia
Firma ta została założona w 1993 roku, w Pensylwanii - w miasteczku Paoli, przez trzech absolwentów University of Pennsylvania – Setha Bergera, Jaya Coena Gilberta i Toma Austina. Jej nazwa wywodzi się od popularnego zwrotu używanego przez amerykańskich komentatorów sportowych. Kiedy gracz zostaje sfaulowany przy próbie rzutu i piłka wpada do kosza, komentator często mówi właśnie "and one!". 
Początkowo firma znana była z produkcji T-Shirtów z obraźliwymi tekstami takimi jak: "wstań, bym mógł cię zniszczyć" albo "idę pograć - powiedz starej, że wrócę później".
W połowie 1996 twarzą marki został zawodnik NBA – Stephon Marbury.
Pod koniec 1998, do firmy trafiła kaseta video, zawierająca akcje czołowych nowojorskich  streetballerów. Dostarczył ją Marquise Kelly, trener drużyny liceum Benjamina Cardozo z Queens (Nowy Jork). Taśma zawierała niskiej jakości materiały na których główną postacią był ówczesny streetballer – Rafer Alston. W tym czasie Alston był już studentem Fresno State, który zgłosił się do draftu NBA w 1998 roku. Taśmę zaczęto nazywać "Skip tape", w nawiązaniu do streetballowego pseudonimu Alstona – "Skip To My Lou". Niedługo potem, kiedy zyskała ona ogromną popularność Alston podpisał z firmą pierwszy kontrakt.
W 1999 And 1 nagrało pierwszą serię reklam (Haverford College, Filadelfia) z udziałem graczy akademickich oraz NBA t.j: Darrell Armstrong, Rex Chapman, Ab Osondu, Raef LaFrentz, Toby Bailey, czy Miles Simon. Kiedy pierwsza tradycyjna kampania marketingowa nie przyniosła oczekiwanych rezultatów, zdecydowano się w ramach nowej strategii wykorzyustać popularność "Skip tape". Taśma została zedytowana, powybierano z niej najefektowniejsze zagrania oraz wsady i zmontowano w tzw. mixa. Na początek została wydana w nakładzie 50 000 kopii i przez kolejnych osiem tygodni dystrybuowano ją na koszykarskich obozach, klinikach, oraz innych imprezach koszykarskich. Taśma stała się tzw. pierwszym "Mix Tapem" (z całej późniejszej serii) i bardzo szybko uczyniła Alstona koszykarskim celebrytą. Kiedy AND1 stało się partnerem FootAction strategię tę wprowadzono na terenie całego kraju.
Od lata 1999, AND1 Mix Tape był dodawany w formie gratisowej przy zakupie produktów firmy. Na przestrzeni trzech tygodni rozdystrybuowała ponad 200 000 taśm. Akcja promocyjna okazała się olbrzymim sukcesem, zwiększając dochody oraz popularność marki nie tylko w środowisku koszykarskim. Wkrótce potem firma wysłała realizatorów w celu poszukiwania kolejnych streetballowych talentów w kraju.
W 2014 And 1 przejęła grupa biznesowa Sequential Brand Group.

## Gracze NBA związani z And 1
Oprócz streetballerów promujących markę, firma w swoim najlepszym (finansowo) okresie kontraktowała także zawodników, występujących już w NBA. Poniżej znajdują się nazwiska graczy, którzy na pewnych etapach swoich karier byli związani umowami z firmą (lista niepełna).

pogrubienie – uczestnicy meczu gwiazd NBA

 – mistrz NBA

- Rafer Alston
- Kevin Garnett
- Stephon Marbury
- Ron Artest
- Latrell Sprewell
- Larry Hughes
- Ricky Davis
- Shawn Marion
- Ben Wallace
- Bobby Jackson
- Desmond Mason
- Chris Childs
- Voshon Lenard
- Darko Miličić
- Carlos Arroyo
- Marquis Daniels
- Speedy Claxton
- Mike James
- Marcus Camby
- Jason Williams
- Malik Allen
- Darrell Armstrong
- Stacey Augmon
- Matt Barnes
- Michael Bradley
- Jackie Butler
- Matt Carroll
- Anthony Carter
- Lionel Chalmers
- Mateen Cleaves
- Michael Curry
- Chris Crawford
- Austin Croshere
- Erik Daniels
- Josh Davis
- Maurice Williams
- Aaron Williams
- Loren Woods
- Clarence Weatherspoon
- Bob Sura
- DeShawn Stevenson
- Brevin Knight
- Jabari Smith
- Darius Songaila
- Daniel Santiago
- Kyle Korver
- Moochie Norris
- Tyronn Lue
- Michael Ruffin
- David Wesley
- Troy Hudson
- Casey Jacobsen
- Brian Skinner
- Scott Padgett
- Kenny Thomas
- David West
- Mike Wilks
- Milt Palacio
- Jeff Mcinnis
- Dale Davis
- Jake Tsakalidis
- Anderson Varejão
- Tony Delk
- Damien Wilkins
- Saša Vujačić
- Bernard Robinson
- Quinton Ross
- Bryon Russell
- Lamond Murray
- Etan Thomas
- Mamadou Ndiaye
- Ira Newble
- Ruben Patterson
- Horace Jenkins
- Steven Hunter
- Danny Forston
- Justin Redd
- Donyell Marshall
- Jumaine Jones
- Jermaine Jackson
- Marc Jackson
- James Jones
- Keyon Dooling
- Royal Ivey
- Andrew Declerq
- Predrag Drobnjak
- Ronald Dupree
- Ryan Humphrey
- Francisco Elson
- Melvin Ely
- Luis Flores
- Willie Green
- Lucious Harris
- Eddie House
- Matt Bonner
- Lance Stephenson
- Marcus Morris
- Markieff Morris
- Mitch McGary
- Isaiah Canaan

## Gry video
W 2001 roku firma EA Sports wydała grę pod tytułem – NBA Street, w której można było wykonywać wsady, podania oraz inne zagrania w stylu drużyn And1, nie wykonywanych w NBA. Gra została licencjonowana przez NBA. Rok później firma Activision wydała Street Hoops, w której wprowadzono oficjalnie postacie zawodników And1.
W maju 2006 ukazała się gra AND 1 Streetball na konsole PlayStation 2 i Xbox.
Gra And1 Streetball jest dostępna również w wersji na komórkę.
| Tytuł            | Wydawca    | Deweloper               | Platforma                                              | Data wydania      |
| ---------------- | ---------- | ----------------------- | ------------------------------------------------------ | ----------------- |
| Street Hoops     | Activision | Black Ops Entertainment | PlayStation 2, Xbox, Nintendo GameCube, Tapwave Zodiac | 28 listopada 2002 |
| AND 1 Streetball | Ubisoft    | Black Ops Entertainment | PlayStation 2, Xbox                                    | 10 kwietnia 2006  |